# Orientalsk sarsaparil
Orientalsk sarsaparil (Smilax aspera) er en stedsegrøn, klatrende busk med tornede grene. Blomsterne dufter.

## Beskrivelse
Skuddene er tydeligt firkantede, meget zig-zag-slyngede og mere eller mindre tæt besat med buede torne. bladene er spredtstillede, læderagtige, hele og forskelligt formede (fra lancetform til trekantet ægform) med lang, kileformet spids. Bladstilke, bladrande og midterribber er ofte tornede. Begge bladsider er skinnende græsgrønne, oversiden dog ofte med hvide pletter eller marmoreringer. 
Blomsterne er 3-tallige og regelmæssige, bortset fra at de er særbo. De er samlet i 5-7 hoveder, der tilsammen danner klaser, der udgår fra bladhjørner og skudspidser. De enkelte blomster er gulgrønne uden tydelig forskel på bæger- og kronblade. Frugterne er kuglerunde, seje bær, som skifter fra rød til sort farve under modningen. Hvert bær indeholder 1-3 frø.
Rodsystemet består af en kraftig, knoldagtig jordstængel og mange, vidt udbredte rødder. 
Højde x bredde og årlig tilvækst: 15,00 x 10,00 m (100 x 100 cm/år).

## Hjemsted
Arten har sin naturlige udbredelse i Makaronesien, Nordafrika, tropisk Afrika, Mellemøsten, det Indiske Subkontinent og Sydeuropa. Alle steder foretrækker den et lysåbent eller letskygget voksested med gruset og veldrænet jord. Derimod er den mindre afhængig af humus- og næringsindhold. Arten optræder som lian i lysninger, krat, maki og på ruderater. 
I Sierra Calderona i delstaten Valencia, Spanien, danner arten skove sammen med bl.a. Jordbærtræ, vedbend, Daphne gnidium (en art af dafne), dværgpalme, kermeseg, korkeg, mastikstræ, middelhavsene, middelhavskorsved, musetorn, rundbladet eg, skarpbladet asparges, smalbladet stenved, stedsegrøn rose, vild krap og vintersnebolle
| Portal | Portal:Botanik |

## Note
1. ↑  Patricio García-Fayos: La vegetación silicícola de la Sierra Calderona Arkiveret 7. april 2009 hos  Wayback Machine (spansk)